# Squalomorphi
Squalomorphi, nadred morskih pasa (Selachii). Sastoji se od pet redova.

## Redovi
1. Echinorhiniformes, morski psi zvjezdaši
2. Hexanchiformes, volonjke
3. Pristiophoriformes, morski psi pilani
4. Squaliformes, kosteljke
5. Squatiniformes, sklatovi

## Vanjske poveznice
|  | Wikivrste imaju podatke o taksonu Squalomorphii |